# Maha Bandula
O General Maha Bandula (6 novembro 1782 – 1 abril 1825), foi o comandante chefe do Exército Real Birmanês de 1821 até sua morte em combate no ano de 1825 durante a Primeira Guerra Anglo-Birmanesa.
Bandula foi uma figura importante na politica expancionista da Dinastia Konbaung em Manipur e Assam, e que acabou resultando na guerra com o Império Britânico sediado na Índia Britânica e na gradual extinção da soberania e independência birmanesa.
Mesmo tendo ele morrido em uma batalha a qual perdeu, ele é comemorado como herói nacional pelos birmaneses, por se opor aos Britânicos, e alguns dos mais proeminentes lugares do país foram nomeados com o seu nome para homenageá-lo.